# 부곡초등학교 (경남)
부곡초등학교는 대한민국 경상남도 창녕군 부곡면 부곡리에 있는 공립 초등학교이다.

## 학교 연혁
- 2018년 2월 13일 제91회 졸업장 수여식 11명 졸업(졸업생 총 6,313명)
- 2015년 3월 1일 제30대 김향숙 교장 취임
- 1999년 9월 1일 수다초등학교 본교 통합
- 1996년 3월 1일 부곡초등학교로 개칭
- 1995년 3월 1일 청암분교장 본교 통합
- 1986년 3월 1일 특수학급 2학급 개설(병원학급,2015.3.1)
- 1979년 3월 1일 병설유치원 인가 및 개원
- 1941년 4월 1일 부곡공립국민학교로 개칭
- 1938년 4월 1일 부곡공립심상소학교로 개칭
- 1924년 9월 8일 부곡공립보통학교 개교(설립인가 8월 13일)

## 참고 자료
- 부곡초등학교 - 한국교육학술정보원 학교알리미